# براين فيشر
براين فيشر (بالإنجليزية: Brian Fisher )‏ (و. 1964 – م) هو عالم حيواني، وعالم حشرات من الولايات المتحدة الأمريكية .